# Wirtschaft Polens

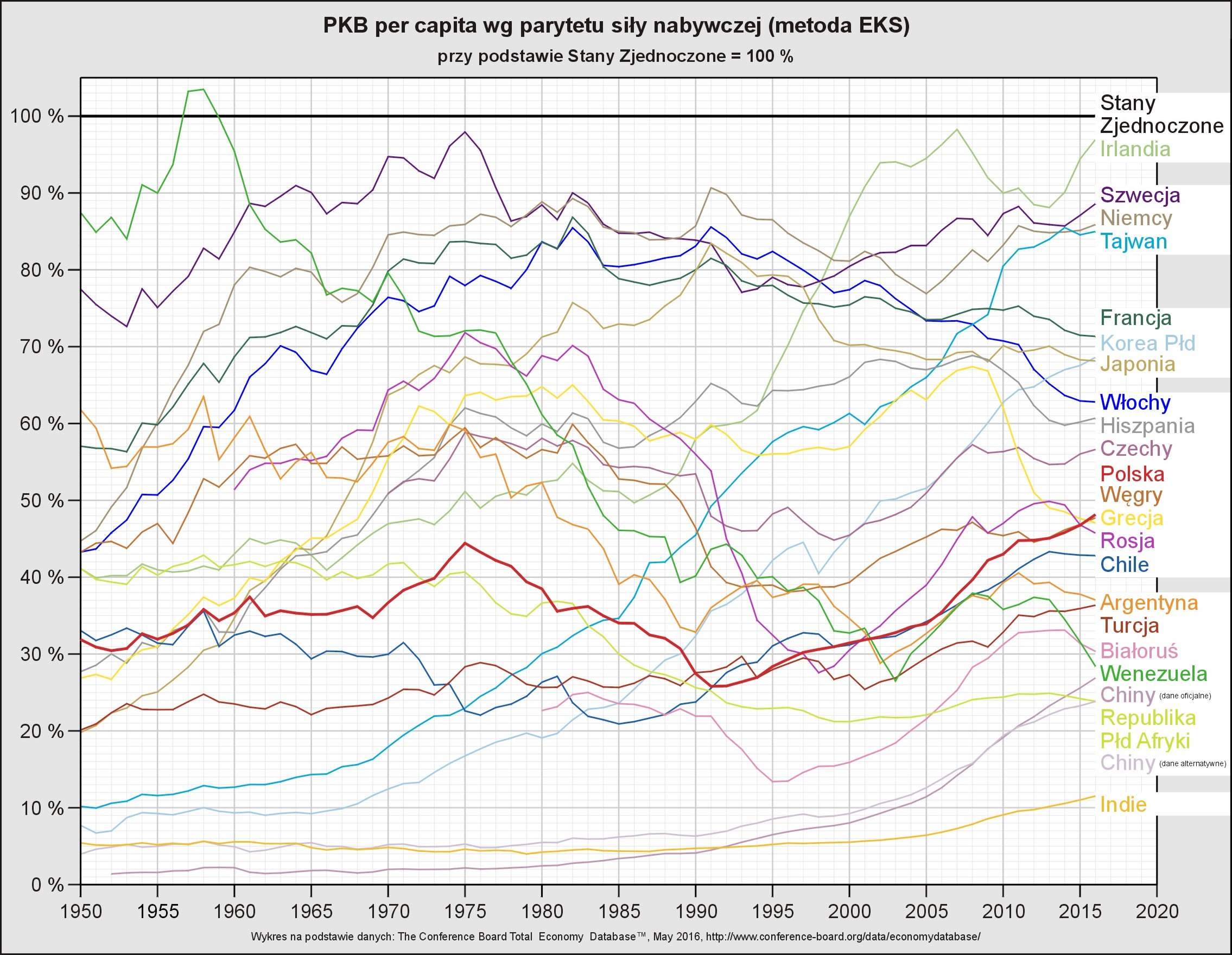
Wachstumdynamik des BIP nach Kaufkraftparität im Vergleich zu den Vereinigten Staaten

Die Wirtschaft Polens war 2021, gemessen am damaligen Bruttoinlandsprodukt, in Höhe von 679 Mrd. USD, die 23. größte Volkswirtschaft der Welt. Sie war 2021 die sechstgrößte Volkswirtschaft in der Europäischen Union.

## Geschichte

### Polen-Litauen
Grundlage des Reichtums des Landes war die Landwirtschaft mit dem Export von Getreide, Vieh und Forsterzeugnissen. Sieben bis zehn Prozent der gesamten Getreideproduktion Polens von etwa 1,5 Millionen Tonnen wurden exportiert, wobei die Niederlande mit 80 Prozent der Hauptabnehmer war. Der Getreidehandel sorgte dafür, dass die Außenhandelsbilanz der Republik zumeist positiv war. Darüber hinaus exportierte Polen Pottasche, Wolle, Textilien sowie Pelze und Ledererzeugnisse. Hieraus resultierte eine hohe Anfälligkeit bei Konjunkturschwankungen auf den europäischen Märkten.
Zu den eingeführten Waren zählten neben Tuch, Eisen und Stahl vor allem Metallerzeugnisse wie Sensen, Sicheln und Waffen. Im 16. Jahrhundert entstanden die ersten Manufakturen, die bis zu 40 Arbeiter beschäftigten.

### Deutsche Besetzung Polens
In einer Besprechung mit höheren Offizieren der Wehrmacht hatte Hitler bereits am 23. Mai 1939 auch wirtschaftliche Beweggründe für den Entschluss zum Überfall auf Polen angegeben: „Es handelt sich für uns um die Erweiterung des Lebensraumes im Osten und Sicherstellung der Ernährung.“ Vor diesem Hintergrund war die Wehrmacht angewiesen worden, dafür Sorge zu tragen, dass das Wirtschaftsleben bald wieder aufgenommen werden konnte. Das OKH erließ deshalb am 3. Oktober 1939 folgenden Grundsatz: „Die wirtschaftlichen Kräfte des Landes werden voll und ganz in den Dienst der deutschen Kriegswirtschaft gestellt.“ Dabei ging das Wirtschafts- und Rüstungsamt (WiRüAmt) von einem längeren Krieg aus, für den man die wirtschaftlichen Kräfte des besetzten Landes mobilisieren musste. Diesem Zweck diente schließlich auch die Verschleppung von 2,81 Millionen polnischen Staatsbürgern zur Zwangsarbeit.
- Plakat zur Anwerbung polnischer Arbeiter, 1940/1941
- Willkürliche Verhaftung zur Zwangsarbeit, Warschau 1941
- Werksausweis eines 16-jährigen polnischen Zwangsarbeiters bei Kienzle Uhren
- Kennzeichnung für polnische Zwangsarbeiter
- Faksimile von einem Polen-Erlass, 8. März 1940

### „Arisierung“ der Wirtschaft Polens
Durch die Entrechtung der polnischen (slawischen und jüdischen) Bevölkerung und deren zunehmender Deportation und Liquidierung kam es zu Beginn der Besetzung zur Wegnahme von polnischem Vermögen zur individuellen oder lokalen Verwendung. Das wurde durch die Gründung der „Treuhandstelle Generalgouvernement“ und die „Haupttreuhandstelle Ost“ institutionalisiert. Als Rechtsgrundlage wurde die Polenvermögensverordnung (Verordnung über die Behandlung von Vermögen der Angehörigen des ehemaligen polnischen Staates vom 17. September 1940) erlassen. Ein Teil der Handelsunternehmen wurde für deutsche Kriegsteilnehmer zunächst in der Auffanggesellschaft für Kriegsteilnehmerbetriebe des Handels verwaltet. Zahlreiche arische Unternehmer und Banken gründeten oder kauften günstig Vermögen. Einer der bekanntesten ist der schillernde Oskar Schindler, der zahlreichen Juden das Leben rettete.

### Wirtschaft in den annektierten Provinzen
Die industriell und landwirtschaftlich entwickelten Gebiete Polens wurden am 26. Oktober 1939 annektiert. Vor dem Krieg wurden in diesen Gebieten 100 Prozent der Kohle Polens gefördert, 100 Prozent des Zinks, 97,5 Prozent des Roheisens, 90 Prozent des Stahls und 70 Prozent des Zuckers produziert. In diesen Gebieten waren 80 Prozent der polnischen Industriebetriebe konzentriert und die Getreideerträge lagen erheblich höher als im Landesdurchschnitt. Der verbleibende Teil des besetzten Polens wurde zum „Generalgouvernement“ gemacht, das entindustrialisiert werden sollte, Heimat für ein Volk von Wanderarbeitern und Abladeplatz für „unerwünschte“ Bevölkerungsgruppen Deutschlands.
Die Zielsetzung sah vor, die lokale Wirtschaft schnell in die Wirtschaft des Deutschen Reiches zu integrieren und sämtliche Ressourcen an Rohstoffen und Arbeitskräften für die Kriegsanstrengungen auszunutzen. Insbesondere sollten Polen und Juden enteignet und die Produktion gesteigert werden. Zunächst wurde das Vermögen der polnischen staatlichen Einrichtungen, politischen Organisationen und religiösen Gemeinschaften durch die neugegründete Haupttreuhandstelle Ost (HTO) beschlagnahmt. Auch private Betriebe und Unternehmen im Besitz von Polen und Juden wurden konfisziert. Auf diese Weise wurde annähernd 100 % des Vermögens beschlagnahmt, das den deutschen Zivilbehörden, der NSDAP, der Wehrmacht, der SS, Siedlern oder deutschen Bombengeschädigten zuging. Des Weiteren wurden Arbeiter für die deutsche Industrie angeworben oder später auch in ein Arbeitsverhältnis gezwungen. Insgesamt wurden etwa 2,8 Millionen polnische Zwangsarbeiter aus allen Territorien deportiert, so dass zum Beispiel im Wartheland ein Bevölkerungsrückgang um 12,2 % zu verzeichnen war.
Besondere Bedeutung kam dem Industriegebiet in Oberschlesien zu. In diesem Gebiet befanden sich 1764 Betriebe mit allein 65 Steinkohlegruben (Produktion: 79 Mio. t), 24 Erzgruben (Produktion: 60.000 t), 96 Eisenwerke (Produktion: 3 Mio. t Rohstahl und 1,9 Mio. t Stahl), 67 Chemiewerke, vier Kraftwerke und sieben Zementwerke und insgesamt 178.449 Facharbeitern (Stand 1940). Insbesondere die Stahl- und Steinkohleproduktion hatte an der Kriegswirtschaft einen maßgeblichen Anteil. Die Industrieproduktion wurde systematisch gesteigert, während 75 % der Handwerksbetriebe und Einzelhandelsgeschäfte bis 1942 ersatzlos geschlossen wurden.
Ebenfalls große Bedeutung erlangte die Landwirtschaft in den annektierten Provinzen, besonders im Wartheland, das als ein Überschussgebiet galt. Die polnischen Großbetriebe wurden aufgelöst und an prominente Nationalsozialisten oder hohe Offiziere vergeben. Lediglich in Westpreußen und Südostpreußen konnten polnische Bauern auf ihren Höfen bleiben, mussten jedoch die Ernte an die deutschen Behörden liefern. Im Übrigen wurden mittelgroße Betriebe von Volksdeutschen übernommen und die polnischen Eigentümer in das Generalgouvernement deportiert. Im Jahre 1942 erbrachte allein das Wartheland mit drei Millionen Tonnen Getreide 13 % des deutschen Gesamtbedarfes, sowie 30 % des Zuckerbedarfes.

### Wirtschaft im Generalgouvernement
Im Generalgouvernement hielten sich die Enteignungen im Vergleich zu den annektierten Gebieten in Grenzen. Die deutschen Besatzer konfiszierten jedoch das Vermögen des polnischen Staates, der Juden und der ins Ausland geflüchteten polnischen Bürger. Insgesamt machte dies etwa ein Drittel des Vermögensbestandes im Generalgouvernement aus. Der Bevölkerung wurden hohe Steuern auferlegt, deren Ertrag die Besoldung der im Generalgouvernement stationierten Wehrmacht, SS, Polizei und Verwaltung deckte. Zusätzlich wurden damit 1940 und 1941 die Straßenbauprogramme zur Vorbereitung des Krieges gegen die Sowjetunion finanziert.
Dem Generalgouvernement selbst wurde von Hitler trotz der Einwände des WiRüAmtes keine größere wirtschaftliche Bedeutung beigemessen. Es sollte lediglich Arbeitskräfte stellen und sich ansonsten mit dem Nötigsten selbst versorgen können. Man begann deshalb im Oktober 1939 damit, sämtliche vorhandenen Industrieanlagen und Maschinen zu demontieren und in das Deutsche Reich zu bringen. Dies verursachte Massenarbeitslosigkeit und Güterknappheit. Die Demontage hatte jedoch auch negative Folgen für die deutsche Rüstungswirtschaft, so dass man ab Januar 1940 dazu überging, die Fabriken im Generalgouvernement wieder instand zu setzen und ihre Produktion direkt zur Unterstützung der deutschen Kriegsanstrengungen einzusetzen. Im Zeitraum von September 1940 bis Juni 1944 stieg die Zahl jener Betriebe im Generalgouvernement, welche direkt für die Rüstungsindustrie produzierten, von 186 auf 404, was zu einem wesentlichen Teil auch darauf zurückzuführen war, dass einige deutsche Betriebe wegen der alliierten Bombenangriffe auf das Reichsgebiet nach Polen auswichen. Deren Produktion stieg im selben Zeitraum von 12.550.000 RM auf 86.084.000 RM.
Während die Überschussgebiete in den angegliederten Provinzen bereits für das Deutsche Reich produzierten, war das Territorium des Generalgouvernements ein landwirtschaftliches Zuschussgebiet. Deshalb war die Sicherstellung der Selbstversorgung dort das vorrangige Ziel. Die Versuche, dies durch rationelle Bewirtschaftung zu erreichen, blieben bis 1942 erfolglos und die Erträge blieben wegen ungünstiger Witterungsbedingungen sogar noch hinter den Erträgen der Vorkriegszeit zurück. Um die Produktion zu steigern, wurden ab 1942 zur Eintreibung der Erträge Zwangs- und Terrormaßnahmen angewandt. Auf diese Weise, und auch durch die systematische Vernichtung der jüdischen Bevölkerung, erreichte man einen sprunghaften Anstieg der landwirtschaftlichen Exporte. Waren noch 1940/41 lediglich 55.000 Tonnen Getreide und 122.000 Tonnen Kartoffeln in das Deutsche Reich exportiert worden, steigerte sich dies im Jahr 1943/44 auf 571.700 Tonnen Getreide und 387.000 Tonnen Kartoffeln. Zusätzlich versorgte das Generalgouvernement noch etwa 500.000 Soldaten der Wehrmacht, 50.000 Angehörige von Polizei und SS, sowie etwa 400.000 sowjetische Kriegsgefangene.

### Volksrepublik Polen
Im März 1963 richteten Polen und die Bundesrepublik Deutschland Handelsmissionen im jeweils anderen Land ein. Nachdem im Dezember 1970 mit der Bundesrepublik durch den Warschauer Vertrag die Westgrenze Polens gesichert wurde, glaubte die Regierung, sie könne die Erleichterung der Bevölkerung für eine Preiserhöhung nutzen und erhöhte die Preise für Konsumgüter um 13 bis 38 Prozent. Es kam zu einem Aufstand der Bevölkerung. Die Auslandsschulden betrugen 1970 1,2 Mrd. US-Dollar.
Nach dem Aufstand zögerte die Regierung, zunächst weitere Preiserhöhungen zu erlassen; am 24. Juni 1976 musste sie die Preise drastisch erhöhen. So wollte sie die Preise für Butter und Käse um 50 %, für Fleisch um 68 % und für Zucker um 100 % erhöhen. Nachdem es wiederum zu Streiks und Demonstrationen gekommen war, erklärte die Regierung, es wären nur Pläne gewesen.
1980 betrug die Auslandsverschuldung 24,1 Mrd. US-Dollar; ein großer Teil der aufgenommenen Kredite war in Konsumausgaben geflossen. Zum 1. Juli 1980 wurden die Fleischpreise erneut erhöht. Bei den nachfolgenden Ausschreitungen kam es zur Bildung der Gewerkschaft Solidarność.

### Übergang von der Planwirtschaft zur Marktwirtschaft

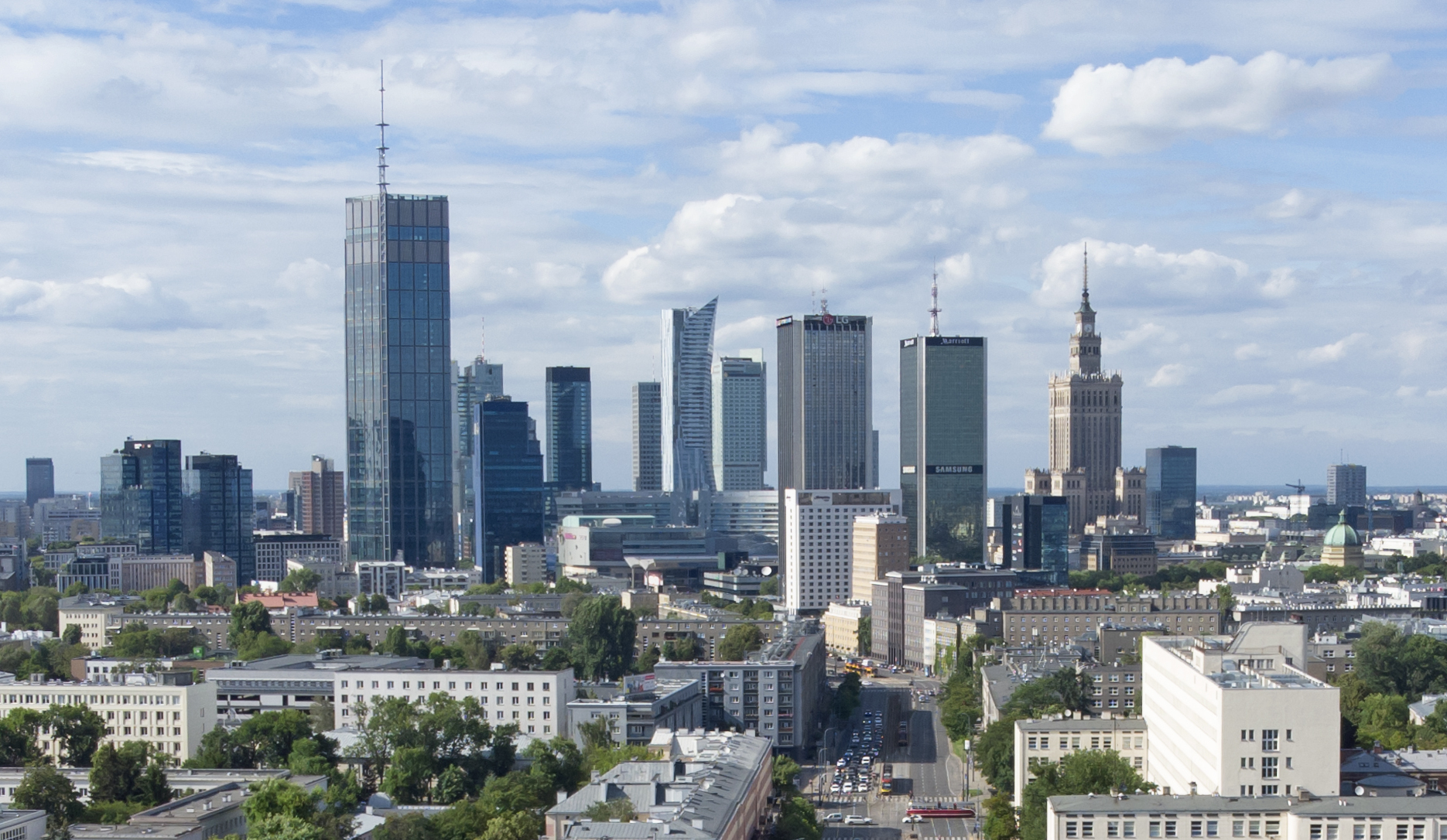
Skyline von Warschau

1988 begannen die ersten Reformen mit dem Ziel, die polnische Zentralplanwirtschaft in eine Marktwirtschaft umzuwandeln. Im Unterschied zu den anderen sozialistischen Ländern waren aber bereits 1988 etwa 20 Prozent der Unternehmen in privater Hand. Zum 1. Januar 1989 wurde per Gesetz die Gründung von Privatunternehmen und die Anmeldung von Gewerbetätigkeit erleichtert. Im März 1989 wurde die Möglichkeit geschaffen, private Wechselstuben zu errichten. Am 1. August 1989 wurde die zentrale Preisgestaltung für Lebensmittelprodukte aufgegeben. Zu diesem Zeitpunkt wurden diese Produkte kaum noch in Geschäften angeboten, sondern vorwiegend auf Wochenmärkten und Basaren verkauft.
Im Oktober 1989 wurde der sogenannte Balcerowicz-Plan von Leszek Balcerowicz vorgestellt. Der Plan sah eine rasche Transformation des sozialistischen Wirtschaftssystems in eine Marktwirtschaft vor. Ein Schuldenmoratorium, das von Balcerowicz erreicht werden konnte, gab Polen die benötigte Handlungsfreiheit für die Reformen. Am 27. Dezember 1989 verabschiedete der Sejm zehn Wirtschaftsgesetze, welche die Regierung zehn Tage zuvor vorgelegt hatte. Diese unter Leitung von Balcerowicz ausgearbeiteten Gesetze gelten als einer der wichtigsten Grundsteine für die Wirtschaftsreformen. Die Staatseinnahmen brachen 1990 und 1991 wegen der allgemeinen Rezession stark ein. Die Inflation betrug 1990 585 Prozent, sank aber 1991 schon auf 160,4 Prozent. Die Industrieproduktion sank um 27 Prozent, die Reallöhne um 30 Prozent.
Am 16. April 1991 wurde die Warschauer Wertpapierbörse (GPW) eröffnet.
Am 1. Januar 1995 wurde im Rahmen einer Währungsreform der Złoty mit 10.000 alten zu einem neuen Złoty (PLN) neu bewertet.
Mit dem Übergang zur Marktwirtschaft sank auch die Bedeutung des Bergbaus. Die bisherige Bedeutung als Devisenbringer schwand und die Branche musste sich dem Wettbewerb stellen. 1989 waren 404.000 Menschen im Bergbau tätig, drei Jahre später waren es nur noch 350.000.
1989 waren 5,1 Millionen Beschäftigte in der Landwirtschaft tätig, die 1990 fünf Prozent des Bruttoinlandsproduktes produzierten. Die Zahl der in dieser Branche Tätigen sank bis 2002 auf 2,9 Millionen Beschäftigte, die 2004 nur mehr rund drei Prozent des Bruttoinlandsproduktes ausmachten. Dabei sind aber ein großer Teil der als Landwirte Tätigen nur als solche registriert, um in den Genuss von Förderungen zu kommen; etwa ein Viertel gehe zusätzlich anderen Tätigkeiten nach. Durch die Wirtschaftsreformen nahm der Anteil der Bauern, die nur zur Selbstversorgung produzierten, stark ab.

## Entwicklung seit 1989

BIP nach Kaufkraftparität im Vergleich zu Ukraine

Viele Deutsche zeigten sich nach 1989 darüber überrascht, dass die Voraussetzungen für das neue kapitalistische System in Polen schon zu Zeiten der kommunistischen Regierungen geschaffen wurden. Immer wieder hatten sich Hunderttausende von Selbstständigen schon vor dem Systemwechsel das Rüstzeug für ihr späteres Unternehmertum zugelegt. Diese praktischen „Managementseminare“ haben die DDR-Bürger nicht genossen. Auch ohne massive Hilfe aus dem Westen erholte sich so die Wirtschaft Polens nach dem Zusammenbruch des kommunistischen Systems schneller als die Wirtschaft Ostdeutschlands, aber auch anderer Staaten des ehemaligen Ostblocks. Freilich kam es auch zu skandalösen Zwischenfällen wie der Art-B-Affäre.
Der lange Zeit anhaltende Erfolg der Wirtschaft Polens im Vergleich zu anderen postkommunistischen Staaten sorgte dafür, dass der Begriff polnische Wirtschaft immer mehr zu einem Synonym und einer stilistischen Variante des Begriffs reale Volkswirtschaft Polens wurde. Allerdings klagte im Februar 2015 eine polnische Stadtführerin in Warschau über deutsche Touristen: „Polen als Erfolgsgeschichte? Das glauben viele einfach nicht.“
In zwischenzeitlichen Veröffentlichungen zur Wirtschaft Polens wurde das positive Urteil über diese relativiert. So kritisierte Nils Kreimeier in einem „Wie verloren ist Polen?“ betitelten Artikel in der Ausgabe September 2016 des Wirtschaftsmagazins Capital, dass die polnische Regierung einen „antideutschen und EU-feindlichen Kurs“ fahre und damit „ausgerechnet an den beiden Säulen, die den Wirtschaftsboom befeuert haben“, rüttele. Folge: „Die ersten Indikatoren zeigen schon nach unten“. Diese beobachtete Tendenz setzte sich bis 2021 jedoch nicht durch, insgesamt wuchs die polnische Wirtschaft bis zur Corona-Krise weiterhin deutlich und verhielt sich auch unter den Bedingungen der Krise robuster als andere Volkswirtschaften.
Donald Tusk, welcher Ende 2023 gewählt wurde, schlug einen neuen pro-europäischen Kurs ein. Nach der Wahl reagierte der Finanzmarkt positiv auf die neue polnische Regierung unter Tusk. Der WIG-20-Aktienindex und der polnische Złoty verzeichneten seitdem signifikante Zuwächse. Jedoch warnen Experten vor zu hohen Erwartungen an Tusks Versprechen, die negativen Auswirkungen der vorherigen PiS-Regierung zu überwinden.
Im Frühjahr 2024 versprach Tusk, dass Polen zum 25. Jahrestag seiner EU-Mitgliedschaft reicher sein werde als Großbritannien. Diese Aussage traf er unter Berufung auf Weltbank-Daten, die ein höheres Wirtschaftswachstum Polens im Vergleich zum Vereinigten Königreich prognostizierten. Tusk betonte dabei den Vorteil der EU-Mitgliedschaft und die wirtschaftlichen Fortschritte Polens seit seinem Beitritt im Jahr 2004.

### Bruttoinlandsprodukt
Das Bruttoinlandsprodukt ist regional sehr unterschiedlich verteilt. Die reichsten Regionen sind Masowien (133 % des Landesdurchschnitts) und Niederschlesien (114 %). Die ärmsten Regionen sind Lublin (68 % des Landesdurchschnitts), Karpatenvorland (71 %) und Heiligkreuz (74 %).
| Jahr          | 1996 | 1997 | 1998 | 1999 | 2000 | 2001 | 2002 | 2003 | 2004 | 2005 | 2006 | 2007 | 2008 | 2009 | 2010 | 2011 | 2012 | 2013 | 2014 | 2015 | 2016 | 2017 | 2018 | 2019 | 2020 | 2021 | 2022 | 2023 |
| ------------- | ---- | ---- | ---- | ---- | ---- | ---- | ---- | ---- | ---- | ---- | ---- | ---- | ---- | ---- | ---- | ---- | ---- | ---- | ---- | ---- | ---- | ---- | ---- | ---- | ---- | ---- | ---- | ---- |
| Wachstumsrate | ▲6,1 | ▲6,5 | ▲4,6 | ▲4,6 | ▲4,6 | ▲1,2 | ▲2,0 | ▲3,6 | ▲5,1 | ▲3,5 | ▲6,2 | ▲7,0 | ▲4,2 | ▲2,8 | ▲3,6 | ▲5,0 | ▲1,6 | ▲1,4 | ▲3,3 | ▲3,8 | ▲3,1 | ▲4,8 | ▲5,4 | ▲4,7 | ▼2,0 | ▲6,9 | ▲5,6 | ▲0,2 |

Quelle: Eurostat

### Inflation
| Jahr           | 1950 | 1951 | 1952  | 1953  | 1954 | 1955 | 1956 | 1957 | 1958 | 1959 | 1960 | 1961 | 1962 | 1963 | 1964 | 1965 | 1966 | 1967 | 1968 | 1969 | 1970 | 1971 | 1972 | 1973 | 1974 | 1975 | 1976 | 1977 | 1978 | 1979 | 1980 | 1981  | 1982   | 1983  | 1984  | 1985  | 1986  | 1987  | 1988  | 1989   | 1990   | 1991  | 1992  | 1993  | 1994  | 1995  | 1996  | 1997  | 1998  | 1999 | 2000  | 2001 | 2002 | 2003 | 2004 | 2005 | 2006 | 2007 | 2008 | 2009 | 2010 | 2011 | 2012 | 2013 | 2014 | 2015 | 2016 | 2017 | 2018 | 2019 | 2020 | 2021 |
| -------------- | ---- | ---- | ----- | ----- | ---- | ---- | ---- | ---- | ---- | ---- | ---- | ---- | ---- | ---- | ---- | ---- | ---- | ---- | ---- | ---- | ---- | ---- | ---- | ---- | ---- | ---- | ---- | ---- | ---- | ---- | ---- | ----- | ------ | ----- | ----- | ----- | ----- | ----- | ----- | ------ | ------ | ----- | ----- | ----- | ----- | ----- | ----- | ----- | ----- | ---- | ----- | ---- | ---- | ---- | ---- | ---- | ---- | ---- | ---- | ---- | ---- | ---- | ---- | ---- | ---- | ---- | ---- | ---- | ---- | ---- | ---- | ---- |
| Inflationsrate | ▲7,5 | ▲9,6 | ▲14,4 | ▲41,9 | ▼6,3 | ▼2,4 | ▼1,0 | ▲5,4 | ▲2,7 | ▲1,1 | ▲1,8 | ▲0,7 | ▲2,5 | ▲0,8 | ▲1,2 | ▲0,9 | ▲1,2 | ▲1,5 | ▲1,6 | ▲1,4 | ▲1,1 | ▼0,1 | ▬0,0 | ▲2,8 | ▲7,1 | ▲3,0 | ▲4,4 | ▲4,9 | ▲8,1 | ▲7,0 | ▲9,4 | ▲21,2 | ▲100,8 | ▲22,1 | ▲15,0 | ▲15,1 | ▲17,7 | ▲25,2 | ▲60,2 | ▲251,1 | ▲585,8 | ▲70,3 | ▲43,0 | ▲35,3 | ▲32,2 | ▲27,8 | ▲19,9 | ▲14,9 | ▲11,8 | ▲7,3 | ▲10,1 | ▲5,5 | ▲1,9 | ▲0,8 | ▲3,5 | ▲2,1 | ▲1,0 | ▲2,5 | ▲4,2 | ▲3,5 | ▲2,6 | ▲4,3 | ▲3,7 | ▲0,9 | ▬0,0 | ▼0,9 | ▼0,6 | ▲2,0 | ▲1,6 | ▲2,3 | ▲3,4 | ▲5,1 |

Quelle: GUS

### Öffentliche Verschuldung

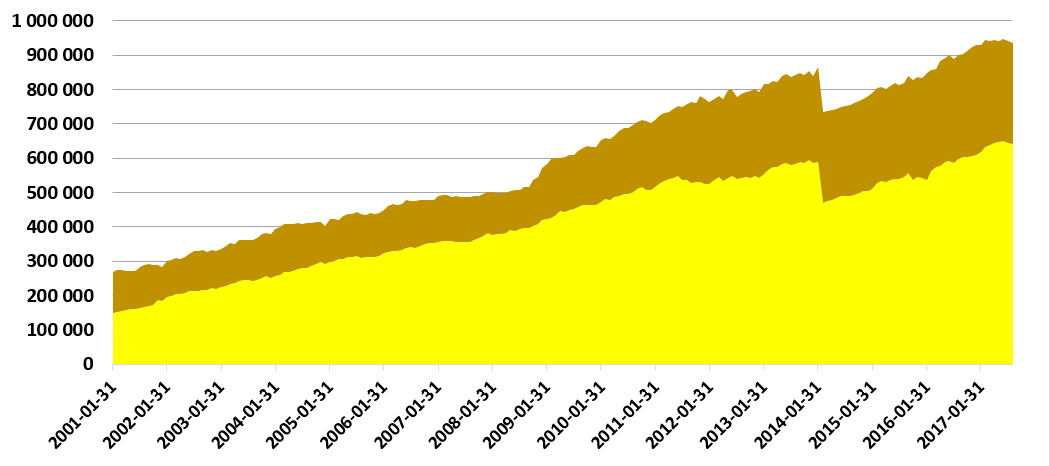
Nominale Entwicklung der öffentlichen Verschuldung

Entwicklung der öffentlichen Verschuldung in % des BIP

Nach Angaben der polnischen Statistikerin Teresa Malecka war 1929 Polen mit 34 % des Volkseinkommens verschuldet. Hauptgläubiger waren die USA, die 1930 einen Anteil von 38,2 % an den Gesamtschulden hatte. Der amerikanische Anteil an den Regierungsschulden betrug 1930 69 % und an dem der Kommunen 82,8 %. Malecka zieht daraus den Schluss, das „wider allen Schein“ die Rolle des amerikanischen Kapitals in Polen nicht negativ gewesen sein kann, da die Verschuldung nicht sehr groß war und es ist nach ihrer Meinung nicht notwendig amerikanischen Kapitalgruppen bei ihrer Tätigkeit in Polen politische Motive zuzuschreiben.
Die Staatsschuldenquote Polens stieg aufgrund der Finanzkrise zwischen 2008 und 2013 an. Entsprach die Staatsverschuldung von 600,8 Mrd. Złoty Ende 2008 einer Staatsschuldenquote von 47,1 %, so erreichte die Staatsschuldenquote Ende 2013 angesichts eines Schuldenstandes von dann inzwischen 934,4 Mrd. Złoty einen Wert von 57,1 %. Im Jahr 2014 ging die Schuldenquote deutlich zurück, weil der Staat eine Reform von Pensionsfonds vorgenommen hat. Dabei wurden die Staatsanleihen im Besitz von privaten Pensionsfonds an einen staatlichen Rentenfonds übertragen. Damit hat die Regierung in Polen wieder mehr finanzielle Spielräume, da sie bei einer Staatsschuldenquote von über 55 % durch die Verfassung gezwungen wäre, zur Vermeidung eines weiteren Anstiegs schwerwiegende Maßnahmen zu ergreifen. Nach Überschreitung einer zweiten Grenze von 60 % wäre die Regierung gezwungen, den Haushalt ohne weitere Verzögerung auszugleichen.
| Jahr           | 1995 | 1996 | 1997 | 1998 | 1999 | 2000 | 2001 | 2002 | 2003 | 2004 | 2005 | 2006 | 2007 | 2008 | 2009 | 2010 | 2011 | 2012 | 2013 | 2014 | 2015 | 2016 | 2017 | 2018 |
| -------------- | ---- | ---- | ---- | ---- | ---- | ---- | ---- | ---- | ---- | ---- | ---- | ---- | ---- | ---- | ---- | ---- | ---- | ---- | ---- | ---- | ---- | ---- | ---- | ---- |
| Haushaltssaldo | ▼4,2 | ▼4,5 | ▼4,6 | ▼4,2 | ▼2,2 | ▼3,0 | ▼4,8 | ▼4,8 | ▼6,1 | ▼5,0 | ▼4,0 | ▼3,6 | ▼1,9 | ▼3,6 | ▼7,3 | ▼7,3 | ▼4,8 | ▼3,7 | ▼4,1 | ▼3,7 | ▼2,7 | ▼2,2 | ▼1,5 | ▼0,4 |

Quelle: Eurostat

### Arbeitsmarkt

Arbeitslosigkeit in Polen, 2016

1990 betrug die offizielle Arbeitslosigkeit 6,1 Prozent (1,13 Millionen Menschen); 1991 betrug sie 11,4 Prozent. Die höchste Arbeitslosigkeit der Dritten Polnischen Republik wurde in den Jahren 2002/2003 mit 20,0 Prozent (etwa 3,2 Millionen Menschen) erreicht.
Im Juni 2008 lag die Quote bei 9,6 Prozent, was ungefähr 1,5 Mio. Menschen im erwerbsfähigen Alter ausmachte. 1990 erhielten 80 % der registrierten Arbeitslosen Arbeitslosengeld, im November 2006 waren es noch 13,2 %. Die Arbeitslosigkeit in Polen ist regional sehr unterschiedlich verteilt. In den Städten Posen und Warschau liegt die Arbeitslosigkeit unter 3 %, in den ländlichen Regionen Masurens liegt sie bei über 20 %. Insgesamt erreichte Polen bis zur Corona-Krise im Frühjahr 2020 mit einer Arbeitslosenquote von 3,4 % praktisch Vollbeschäftigung. In verschiedenen Branchen ist es in den letzten Jahren zu einem anhaltenden Fachkräftemangel gekommen.
Im 2. Quartal 2007 waren 15 % der Beschäftigten in der Landwirtschaft, 30,6 % in der Industrie und 54,2 % im Dienstleistungssektor tätig. 2004 waren 30 % im öffentlichen Dienst und 70 % in der privaten Wirtschaft tätig.

### Außenwirtschaft

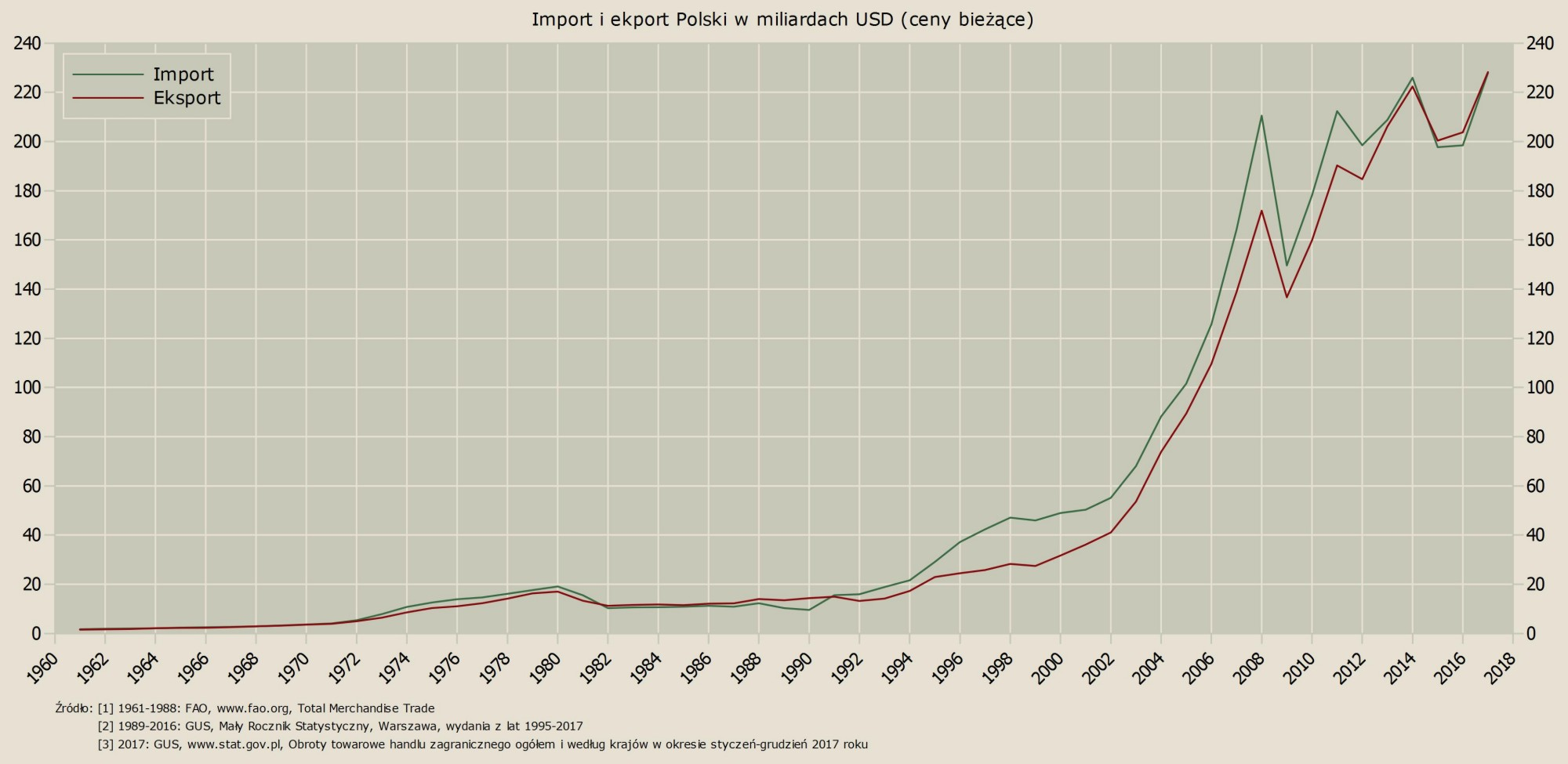
Exporte und Importe in USD

Der Export umfasste im Jahre 2015 199,4 Mrd. USD und der Import 195,2 Mrd. USD. Mit 27,1 und 22,9 % war Deutschland der größte Handelspartner. Wichtigste Exportländer waren außerdem Großbritannien (6,8 %), die Tschechische Republik (6,6 %) sowie Frankreich (5,6 %). Neben Deutschland kam das größte Importvolumen aus China (11,6 %), Russland (7,4 %) und Italien (5,3 %).
Nach vorläufigen Ergebnissen des Statistischen Bundesamtes 2019 löste Polen mit einem Anteil am deutschen Außenhandelsvolumen von 123 Mrd. Euro „Italien als fünftwichtigsten Handelspartner Deutschlands ab“.
|         | 2003    | 2004    | 2005    | 2006    | 2007    | 2008    | 2009    | 2010    | 2011    | 2012    | 2013    | 2014    | 2015    | 2016    | 2017    |
| ------- | ------- | ------- | ------- | ------- | ------- | ------- | ------- | ------- | ------- | ------- | ------- | ------- | ------- | ------- | ------- |
| Einfuhr | 67.886  | 88.156  | 101.539 | 125.645 | 164.172 | 210.479 | 149.570 | 178.063 | 212.331 | 198.463 | 208.780 | 225.898 | 197.682 | 198.421 | 227.774 |
| Ausfuhr | 53.450  | 73.781  | 89.378  | 109.584 | 138.785 | 171.860 | 136.641 | 159.758 | 190.247 | 184.661 | 206.138 | 222.339 | 200.343 | 203.725 | 228.182 |
| Saldo   | -14.435 | -14.375 | -12.161 | -16.061 | -25.387 | -38.619 | -12.929 | -18.305 | -22.083 | -13.803 | -2.642  | -3.559  | 2.661   | 5.304   | 408     |

Quelle:

#### Ausländische Direktinvestitionen
Bei den ausländischen Direktinvestitionen waren Frankreich und Großbritannien führend. Der Anteil der Bundesrepublik war kleiner. Ausländische Investoren investierten vor allem in den Finanzsektor. Ende 2004 wurde die größte polnische Bank PKO BP privatisiert. Durch den Zusammenschluss von Bank Pekao SA und Bank BPH im Rahmen der Übernahme der HVB durch Unicredit entstand eine der größten Banken in Polen.

## Wirtschaftsstruktur

### Landwirtschaft
Der primäre Sektor war bis ins 19. Jahrhundert der Hauptwirtschaftszweig in der Adelsrepublik, die bis zu den Teilungen Polens als Kornkammer Europas galt. Die Agrarerzeugnisse aus den riesigen Magnatengütern Kleinpolens und der Ukraine mit ihren Schwarzerde- und Lößböden wurden über die Weichsel und Danzig nach Westeuropa verschifft.
In der Volksrepublik Polen war weniger als zehn Prozent der anbaufähigen Fläche in den landwirtschaftlichen Genossenschaften kollektiviert. Dies war im Vergleich zu den anderen sozialistischen Staaten ein sehr geringer Anteil. Dem Wettbewerb nach der politischen Wende 1989 und der Einführung der Marktwirtschaft waren diese Betriebe nicht gewachsen und wurden schnell geschlossen. Auch die privat betriebenen Landwirtsbetriebe mussten um ihr Überleben kämpfen und die Landwirte gelten als Verlierer des Transformationsprozesses.
Der Agrarsektor bestand 2004 aus 2,2 Millionen Landwirtschaftsbetrieben welche 4 % des Bruttoinlandsproduktes ausmachten. Gleichwohl waren 2007 noch 14,7 % der Erwerbstätigen in diesem Sektor beschäftigt. Die EU-Subventionen betrugen 2004 pro Hektar nur 25 % dessen, was ihre Kollegen in der alten „EU der 15“ bekamen. Dieser Anteil stieg bis 2013 schrittweise auf 100 Prozent. Der Export der Agrarprodukte in die Europäische Union stieg von 2,6 Mrd. Euro im Jahr 2003 auf über 8,5 Mrd. im Jahr 2008. Auch die Exporte in andere Länder stiegen.
Polen war 2008 der größte Apfelproduzent der Europäischen Union und zweitgrößter Roggenproduzent.
Die Getreideproduktion stieg 2004 um 26,7 % auf 29,6 Mio. Tonnen (2000 betrug sie 22,3 Mio. t) was vor allem an guten Witterungsbedingungen lag. Die gesamte pflanzliche Produktion stieg um 17 % und die landwirtschaftlichen und Lebensmittelexporte stiegen 2004 im Vergleich zu 2003 um 30 % auf 4,9 Mrd. Euro. 3,5 Mrd. gingen davon in die EU. Der Konkurrenz der großen industrialisierten Agrarbetriebe aus Westeuropa begegneten viele polnische Kleinlandwirte mit der Spezialisierung auf Bioprodukte, bei deren Erzeugung Polen mittlerweile in der EU führend ist. Laut einer Studie der Rheinischen Friedrich-Wilhelms-Universität in Bonn wurde die „Öko-Anbaufläche“ innerhalb von sechs Jahren von 82.730 ha (2004) auf 521.970 ha (2010) ausgeweitet. Das entspricht einer Steigerung um +531 %. Fast die Hälfte der landwirtschaftlichen Produktion ist für den Eigenbedarf und wird nicht verkauft, 80 Prozent der Landwirtschaftsbetriebe sind Klein- und Kleinstbetriebe. Führende auf der Börse notierte polnische Agrarverarbeitungsunternehmen sind Wawel, Colian, Żywiec und Indykpol.

### Bergbau

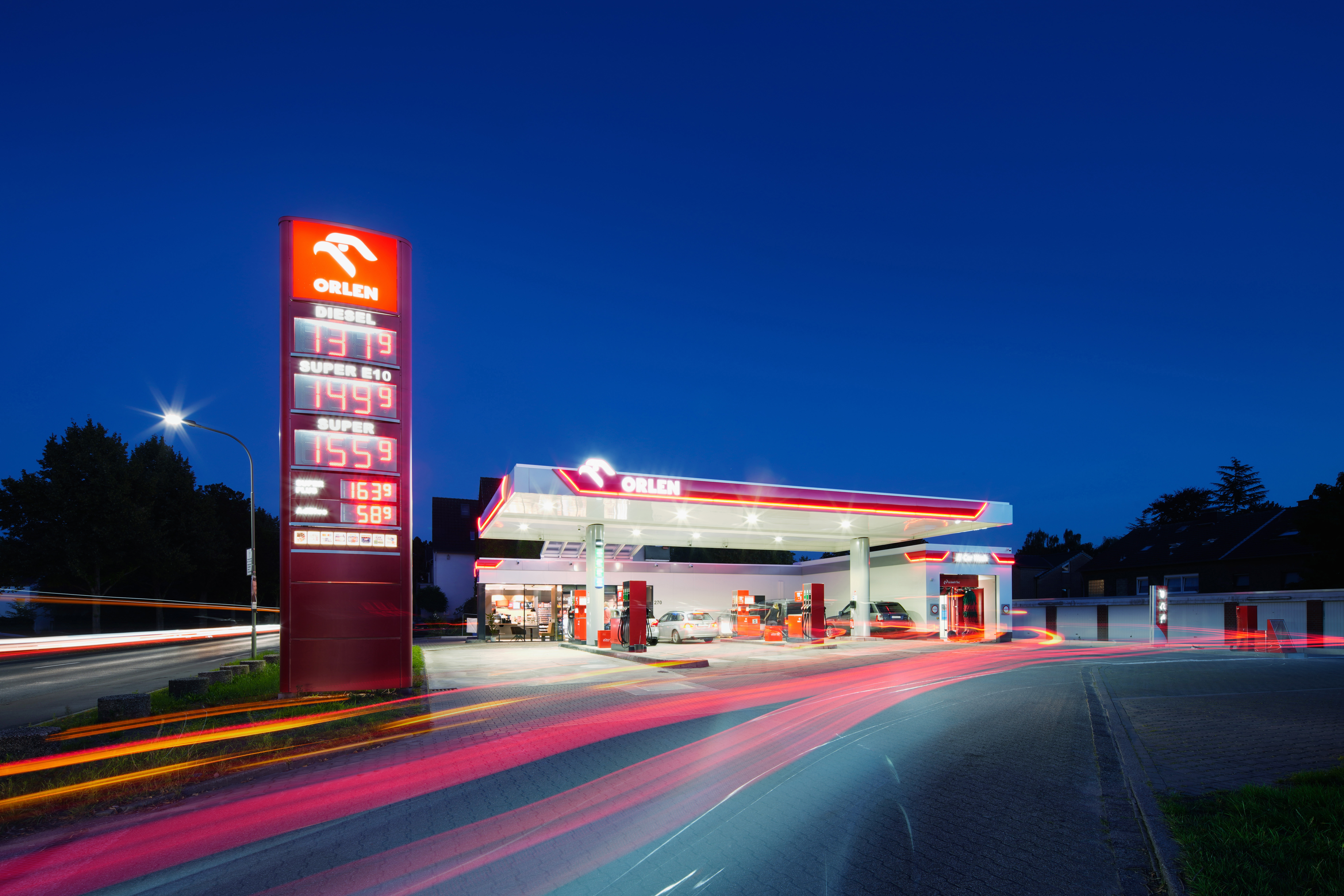
Orlen-Tankstelle in Deutschland

Polen ist durch die Gebiete Schlesiens schon seit alters her ein Bergbauland mit Tradition. So ist nicht verwunderlich, dass die größten börsennotierten Aktiengesellschaften Bergbaufirmen sind.
Die führenden börsennotierten Bergbauunternehmen/Weiterveredelung sind Orlen (mit über 500 Tankstellen (Orlen- und Star-Tankstellen) in Deutschland) und LOTOS (beide Erdölverarbeitung und Tankstellenbetreiber) sowie KGHM (Kupfer-/Silberabbau und -verarbeitung), Kęty (Aluminiumabbau und -verarbeitung).
Von den Staaten Europas (ausgenommen Russische Föderation) nimmt Polen den ersten Rang bei den jährlichen Fördermengen von Kupfer und Silber ein.

### Industrie
Der industrielle Sektor spielte seit dem Ende des 19. Jahrhunderts die führende Rolle. Nach 1989 musste er jedoch diese an den Dienstleistungssektor abgeben. Die Industrieproduktion ist aufgrund der Schließung von vielen großen Industriebetrieben in den 1990er Jahren beachtlich geschrumpft. Die bestehenden Produktionsstätten wurden modernisiert und konkurrieren mittlerweile erfolgreich mit den Produzenten aus aller Welt. Es entstanden zudem auch zahlreiche neue privat initiierte Industriebetriebe in Nischenbranchen. Die Investitionen im sekundären Sektor waren besonders in den 1990er Jahren sehr hoch, vor allem in der Automobil- und Elektroindustrie; siehe Solaris, Melex, Orlen, Tauron und Lotos. Der Landmaschinenbau hat sich auf preiswerte kleinere Maschinen spezialisiert; siehe Pronar und Ursus. Polnische Hersteller sind darüber hinaus führend im Segment der Auflieger, Anhänger und Aufbauten für Lastkraftwagen; siehe Wielton, Feber und Zasław. Viele ausländische Unternehmen haben in Polen, wegen der relativ niedrigen Kosten (Löhne, Lohnnebenkosten und Steuern) sowie des hohen Angebots an hochqualifizierten Arbeitskräften und nicht zuletzt wegen des großen Absatzmarktes mit fast 40 Mio. zunehmend konsumfähigen Verbrauchern, Produktionsstätten eröffnet.
Als führende börsennotierte Industrieunternehmen sind der Keramikhersteller Cersanit und das Pharmaunternehmen Bioton zu nennen. Auch der Bekleidungskonzern LPP ist börsennotiert und wächst stark. Daneben gibt es eine Reihe von großen ehemaligen Staatsunternehmen, die durch den Börsengang privatisiert (wie z. B. das Mineralöl- und Erdgasunternehmen PGNiG) oder teilprivatisiert wurden (wie das Bergbauunternehmen KGHM Polska Miedź).

### Dienstleistungen

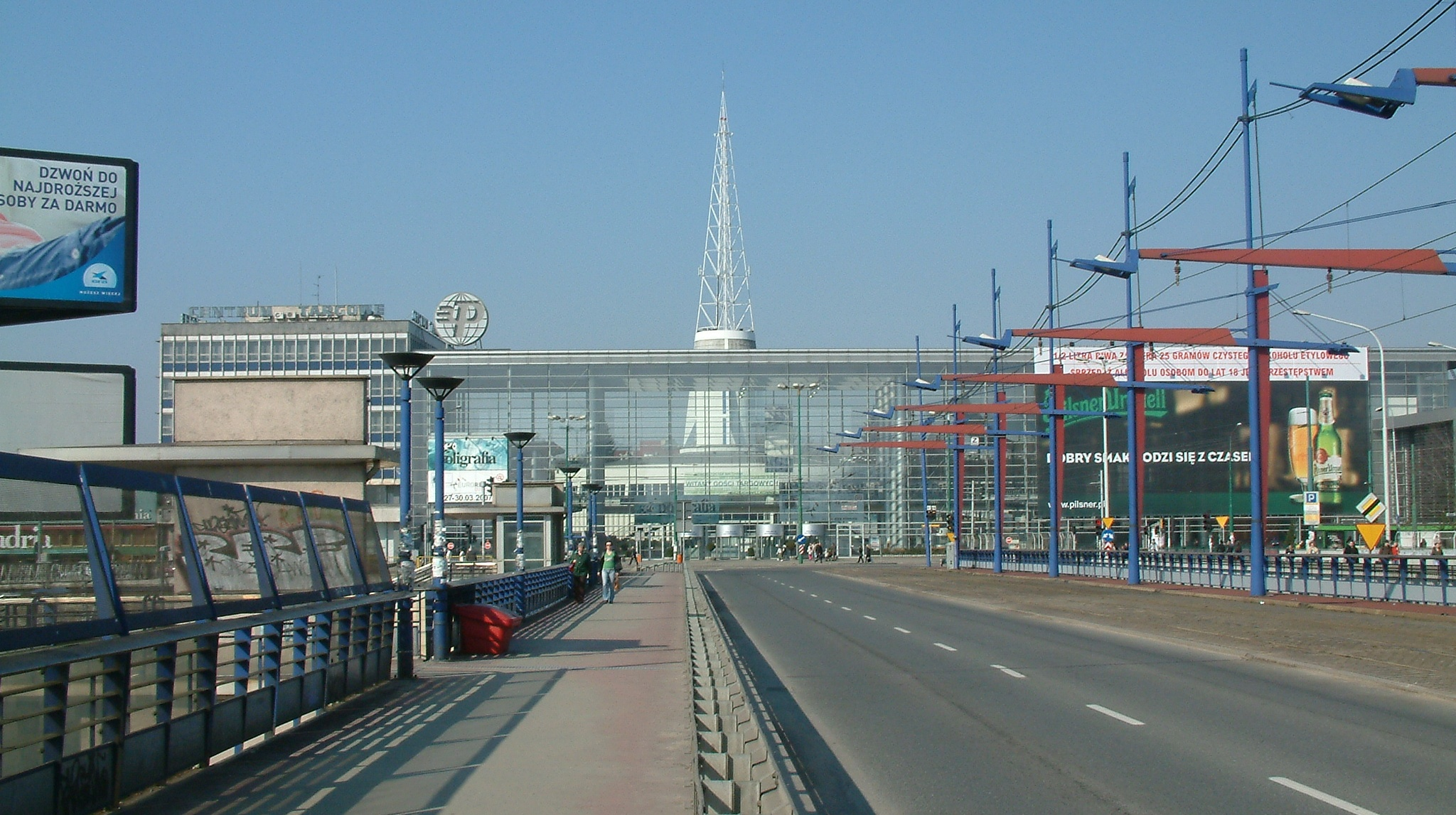
Messegelände in Posen

Der Dienstleistungssektor dominiert seit 1989 die Wirtschaft in Polen und macht weit über die Hälfte des BIP aus. Er ist der sich am schnellsten entwickelnde Bereich der polnischen Wirtschaft. Das größte Dienstleistungszentrum ist die Finanzmetropole und Hauptstadt Warschau, wo die meisten Unternehmen aus dem tertiären Sektor ihren Sitz haben. Aber auch die Messestadt Posen und die südpolnischen Metropolen Krakau und Breslau sind wichtige Dienstleistungsstandorte. Im letzten Jahr  konnte die ehemalige Textilindustriestadt Łódź aufgrund zahlreicher Investitionen in Dienstleistungen an diese Städte aufschließen. Dies hat sie vor allem der zentralen Lage und dem Anschluss an das neue Autobahnnetz (A1 von Danzig nach Cieszyn und A2 von Świecko nach Terespol) zu verdanken.

#### Banken und Finanzdienstleistungen
Zu den Top-20-Börsenunternehmen gehören folgende Banken: PKO Bank Polski, Bank Pekao SA, Bank BPH, Santander Bank Polska sowie das Versicherungsunternehmen Powszechny Zakład Ubezpieczeń und die Trägergesellschaft der Warschauer Börse GPW SA.

#### Infrastruktur und Telekommunikation
1989 hatten etwa 25 Prozent der Polen einen Telefonanschluss, 2005 waren es 78 Prozent. 45 Prozent der Einwohner Polens hatten 2004 ein Mobiltelefon, in der Europäischen Union lag die Verbreitung bei 80 Prozent.
Die einzige U-Bahn Polens ist die Warschauer Metro, die 1995 in Betrieb genommen wurde.
Zu den Top-20 Börsenwerten gehören auch die Telekommunikationsunternehmen Orange Polska und Netia, die IT-Gesellschaft Asseco sowie die Medienkonzerne Agora und TVN. Zu den großen noch zu privatisierenden Dienstleistungsunternehmen gehören die Eisenbahngesellschaft Polskie Koleje Państwowe, die Fluglinie Polskie Linie Lotnicze LOT sowie die staatliche Post Poczta Polska.

#### Technologie und Start-ups
Polen hat eine große und schnell wachsende Startup-Szene, insbesondere in Bereichen wie KI, IoT und Medizintechnik. Startup Cluster finden sich insbesondere in Warschau und Breslau. Mittlerweile haben fünf Startups (Allegro, InPost Group, CD Projekt, Pracuj Group und Techland) eine Bewertung von einer Milliarde Euros oder mehr.

### Größte Unternehmen
Aufgeführt sind der Hauptsitz, der Umsatz und die Branche der 20 größten polnischen Unternehmen (ohne Banken und Versicherungen). Die Zahlen sind in Millionen Euro angegeben und beziehen sich auf das Geschäftsjahr 2018.
| Rang | Name                                    | Hauptsitz                         | Umsatz (Mio. €) | Branche           |
| ---- | --------------------------------------- | --------------------------------- | --------------- | ----------------- |
| 1.   | Orlen                                   | Płock                             | 22.831,0        | Öl und Gas        |
| 2.   | Jeronimo Martins Polska                 | Kostrzyn (Großraum Posen)         | 11.531,0        | Einzelhandel      |
| 3.   | Polskie Górnictwo Naftowe i Gazownictwo | Warschau                          | 8.584,0         | Öl und Gas        |
| 4.   | Grupa LOTOS                             | Danzig                            | 5.790,0         | Öl und Gas        |
| 5.   | Eurocash S.A.                           | Komorniki (Großraum Posen)        | 5.571,0         | Einzelhandel      |
| 6.   | PGE Polska Grupa Energetyczna           | Warschau                          | 5.530,0         | Versorger         |
| 7.   | KGHM Polska Miedź                       | Lubin                             | 4.874,0         | Bergbau           |
| 8.   | Tauron Polska Energia                   | Kattowitz                         | 4.170,0         | Versorger         |
| 9.   | ArcelorMittal Poland                    | Kattowitz                         | 3.041,0         | Stahl             |
| 10.  | Volkswagen Poznań                       | Posen                             | 3.869,0         | Automobile        |
| 11.  | Lidl Polska                             | Tarnowo Podgórne (Großraum Posen) | 3.409,0         | Einzelhandel      |
| 12.  | Volkswagen Polska                       | Posen                             | 3.149,0         | Automobile        |
| 13.  | Tesco Polska                            | Krakau                            | 2.849,0         | Einzelhandel      |
| 14.  | Enea S.A.                               | Posen                             | 2.739,0         | Versorger         |
| 15.  | Orange Polska                           | Warschau                          | 2.725,0         | Telekommunikation |
| 16.  | BP Polska                               | Krakau                            | 2.636,0         | Öl und Gas        |
| 17.  | Energa                                  | Danzig                            | 2.522,0         | Versorger         |
| 18.  | Auchan Polska                           | Warschau                          | 2.445,0         | Einzelhandel      |
| 19.  | Kaufland Polska                         | Warschau                          | 2.429,0         | Einzelhandel      |
| 20.  | Cyfrowy Polsat                          | Posen                             | 2.353,0         | Telekommunikation |

### Kapitalmarkt

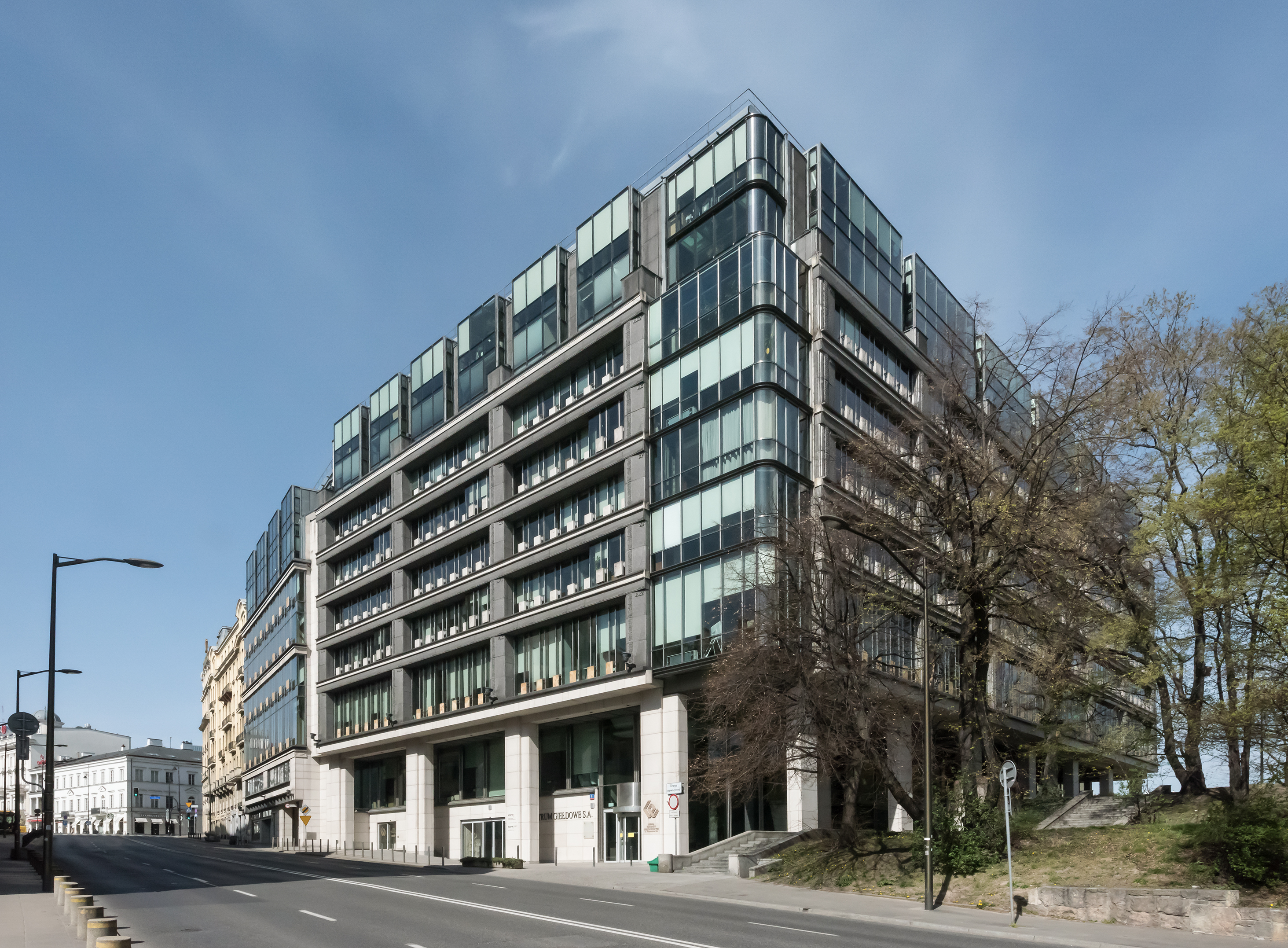
Gebäude der Warschauer Wertpapierbörse

Die Entwicklung des polnischen Kapitalmarktes begann im Mittelalter aufgrund der Einwanderung von Kaufleuten aus Norditalien und den Niederlanden in den Gilden der großen Handelsstädte. So stammt das polnische Wort für Börse Giełda von Gilda, was im Mittelhochpolnisch dem Mittelhochdeutschen Gilde entsprach. Der börsenmäßige Handel mit Wechseln und anderen Schuldscheinen entstand um 1300. In der polnisch-litauischen Adelsrepublik erhielten die Kaufleute bestimmte Handelsprivilegien für den Börsenhandel, die man als erste Börsenordnungen ansehen kann. Börsenplätze bestanden in Danzig (Artushof), Krakau, Posen, Zamość und Warschau. Seit dem 18. Jh. haben z. B. die Warschauer Kaufleute ihre zweimal pro Woche stattfindenden Börsentreffen protokolliert. Aus dieser Zeit stammen auch die ersten polnischen Aktiengesellschaften, wobei die älteste erhaltene polnische Aktie die der Kompania Manufaktur Wełnianych w Warszawie aus dem Jahr 1768 ist. Die ersten modernen polnischen Wertpapierbörsen wurden 1817 und 1818 in Warschau und Krakau gegründet. Handelsgegenstand waren Schuldverschreibungen und Aktien. In der Zweiten Republik bestanden bereits sieben Wertpapierbörsen in Warschau, Krakau, Posen, Łódź, Kattowitz, Lemberg und Wilna. Mit dem Beginn des Zweiten Weltkriegs wurden alle von den Deutschen und den Sowjets geschlossen. Erst nach 50 Jahren entstand der polnische Kapitalmarkt 1989 erneut. 1991 wurde die Warschauer Wertpapierbörse neu errichtet. 1996 kam die Handelsplattform CeTO (Centralna Tabela Ofert) als regulierter nichtbörslicher Markt hinzu, die ihren Sitz ebenfalls in Warschau hat.
Die Warschauer Wertpapierbörse ist die größte Börse in Mittelosteuropa und eine der schnellst wachsenden auf der Welt. Im Jahre 2005 hat sie die Wiener Börse in Bezug auf die Börsenkapitalisierung überholt. Die Kapitalisierung der Warschauer Börse beträgt fast 300 Mrd. USD. 2004 fanden an der Börse fast 40 Börsengänge (IPOs) statt, was ihr nach der London Stock Exchange den zweiten Platz in Europa brachte, wobei die IPO der PKO BP mit fast 2 Mrd. USD zu den fünf größten in Europa im Jahr 2004 zählte. Auch ausländische Emittenten und mehrere ausländische Maklerhäuser sind seit 2004 Mitglieder der Börse, wie z. B. die MOL, Credit Austria, SkyEurope, Raiffeisenbank etc. Die Gesamtzahl der notierten Gesellschaften beträgt fast 300.
Das Anlegerpublikum teilt sich in drei ungefähr gleich große Teile: polnische Privatanleger, polnische institutionelle Anleger und ausländische institutionelle Anleger (von diesen kommen 76 % aus Großbritannien, 5 % aus den USA, 3 % aus Italien, 2 % aus Deutschland und 1 % aus Frankreich). Am schnellsten im Wachstum begriffen ist der Anteil der polnischen institutionellen Anleger, da ein Drittel der Rentenbeiträge der polnischen Arbeitnehmer über Rentenfonds auf den Kapitalmarkt treffen. Nach der weltweiten Baisse in den Jahren 2000–2002 befand sich die GPW seit 2003 in einer Haussephase. In den letzten Monaten wurden stets neue Allzeithochs des WIG (Warszawski Indeks Giełdowy – Hauptindex) und des WIG 20 (Index der 20 großen Golden Shares) erreicht. Weitere Indizes der Börse sind der mWIG40 (mittelgroße AGs), sWIG80 (kleine AGs), TechWIG (technische AGs), WIG-PL (große und mittlere AGs mit Sitz in Polen), NIF (Investmentfonds) sowie die Branchenindizes WIG-Banken, WIG-Bau, WIG-IT, WIG-Medien, WIG-Lebensmittel und WIG-Telekommunikation.

### Vermögen
Polen stand, laut einer Studie der Bank Credit Suisse aus dem Jahre 2017, auf Rang 31 weltweit beim nationalen Gesamtvermögen. Der Gesamtbesitz an Immobilien, Aktien und Bargeld belief sich auf insgesamt 859 Milliarden US-Dollar. Das Vermögen pro erwachsene Person beträgt 28.057 Dollar im Durchschnitt und 10.302 Dollar im Median (in Deutschland: 203.946 bzw. 47.091 Dollar). Beim Vermögen je Einwohner gehört Polen damit zu den oberen Ländern, liegt allerdings noch deutlich hinter den Ländern Westeuropas. Seit dem EU-Beitritt des Landes steigt das private Vermögen in Polen stark an. 2017 wuchs es um 18 %.
Insgesamt waren 47,5 % des gesamten Vermögens der Polen finanzielles Vermögen und 52,5 % nicht-finanzielles Vermögen. Der Gini-Koeffizient bei der Vermögensverteilung lag 2017 bei 71,7 was auf eine relativ moderate Vermögensungleichheit hindeutet. Die obersten 10 % der polnischen Bevölkerung besaßen 65 % des Vermögens und die obersten 1 % besaßen 39,2 % des Vermögens. Der Anteil der Polen mit einem Vermögen von über einer Million Dollar wird auf 0,2 % der Bevölkerung geschätzt, während 48,7 % weniger als 10.000 Dollar besaßen. Laut Forbes lebten in Polen 4 Milliardäre (Stand: August 2018).

### Tourismus

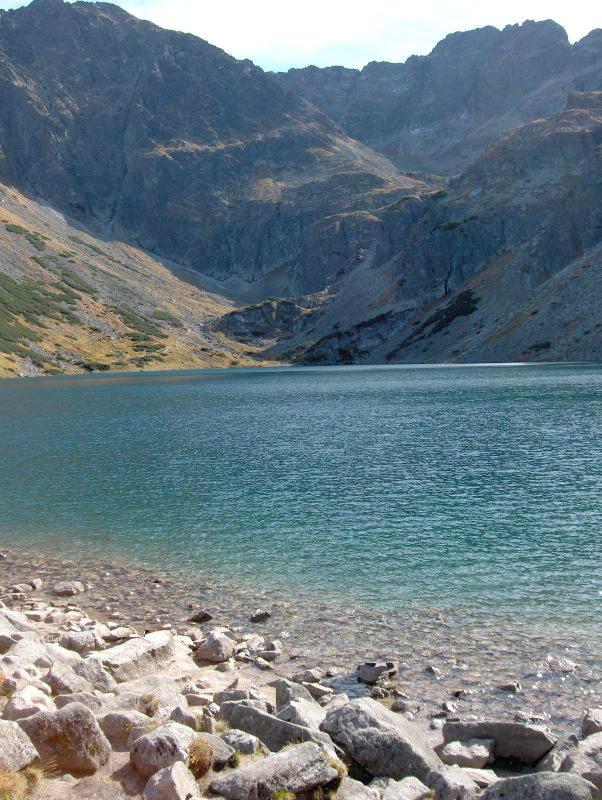
Schwarzer See in der Hohen Tatra bei Zakopane

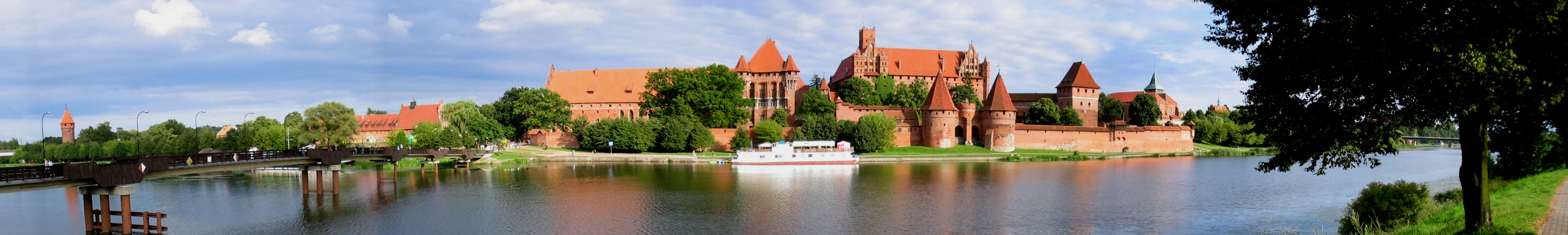
Eine der schönsten Sehenswürdigkeiten in Polen: die Marienburg, mittelalterliche Festungsanlage des Deutschen Ordens

Der Tourismus in Polen befindet sich im Aufschwung, was zum einen Teil an der Öffnung des polnischen Luftraums für Low-Cost-Airlines und dem allmählichen Ausbau des Autobahnnetzes sowie zum anderen an einer Wiederentdeckung Polens durch Touristen aus aller Welt liegt. Auch die im europäischen Vergleich niedrigen Preise in Polen dürften eine wichtige Rolle spielen. Für Touristen sind einerseits die Städte, andererseits die unberührte Natur sehr attraktiv. Die ehemalige Königsstadt Krakau wird oft als schönste Stadt Polens angesehen, sie wurde 2005 von etwa 12 Mio. Touristen besucht. Das Kulturangebot in den polnischen Metropolen ist abwechslungsreich und auch für den weniger betuchten Besucher erschwinglich. Die Kneipenkultur und das Nachtleben sind insbesondere in den großen Studentenstädten Krakau, Warschau, Breslau und Posen sehr attraktiv für junge Gäste. Insgesamt gibt es 13 Weltkulturstätten der UNESCO in Polen. Auch der Medizintourismus (Zahntechnik, Kosmetische Chirurgie) hat stark zugenommen. Im Zuge des Grenztourismus entstanden nach 1989 zahlreiche Polenmärkte an der deutsch-polnischen Grenze.
Viele Städte, die im Zweiten Weltkrieg zerstört wurden, wurden von den polnischen Restauratoren mustergültig wieder aufgebaut. Hierzu zählen vor allem Warschau, Posen, Breslau und Danzig.
Erholungsgebiete und Kurorte finden sich im Süden und Norden Polens, in den Woiwodschaften Ermland-Masuren, Westpommern, Pommern, Kujawien-Pommern, Kleinpolen, Karpatenvorland und Niederschlesien. Wassersport kann man an der Ostsee, den Seenplatten und einigen Gebirgsflüssen, v. a. Dunajec, San, Poprad, Bobr und ihren Stauseen betreiben. Die Bergregionen Tatry, Beskiden, Krakau-Tschenstochauer Jura, Heiligkreuzgebirge, Sudeten mit dem Riesengebirge an erster Stelle laden zum Ski- und Wanderurlaub ein. Als Wintersporthauptstadt Polens gilt Zakopane. Viele attraktive Naturschätze werden in 23 Nationalparks geschützt.